# Henry Charles Beck
Henry Charles Beck (Leyton, Inglaterra, 4 de junio de 1902 - Southampton, Inglaterra, 18 de septiembre de 1974), más conocido como Harry Beck, fue un ingeniero electrónico británico conocido por crear el actual mapa del Metro de Londres en 1931. Beck lo diseñó durante su tiempo libre y se convirtió en uno de los diseños gráficos más influyentes de la humanidad, a partir del cual se han creado la gran mayoría, por no decir la totalidad, de los planos de transporte público de las ciudades de todo el globo. Su gran visión consistió en obviar las relaciones de la distancia real entre las estaciones y la utilización identificativa del color para los ramales. En un principio el metro de Londres fue escéptico a la radical propuesta de Beck, aunque después de introducirlo provisionalmente al público en un pequeño folleto en 1933 pasó inmediatamente a ser popular.  Desde entonces el Metro de Londres ha utilizado mapas topológicos para ilustrar la red.

## El mapa del metro de Londres
El metro de Londres era cada vez más complejo y los mapas de los años veinte resultaban difíciles de interpretar ya que intentaban representar las posiciones geográficas reales de líneas y estaciones. Beck rediseñó el mapa en 1933 con un enfoque diagramático que, en vez de presentar las distancias geográficas entre estaciones, mostraba la relación espacial de una estación a otra.
En este ingenioso mapa que Beck ideó se representaban las diferentes líneas y paradas diferenciadas por colores mediante elementos simples: líneas rectas o en ángulos de 45 grados, número limitado de símbolos, distancias entre estaciones constante y el Río Támesis. Es decir, en vez de utilizar los modelos anteriores, que eran fieles topográficamente a la superficie, imitó la estructura de un diagrama de red eléctrica. Beck comprendió que los usuarios del metro no necesitaban saber en todo momento dónde se encontraban respecto a la superficie, tan sólo cuando salían de las estaciones y que, sin embargo, sí que era importante toda la información relativa a las conexiones entre líneas. Es muy famosa su cita que dice que “los usuarios están demasiado preocupados en como llegar de A a B como para entretenerse con los detalles geográficos."[cita requerida]
Al simplificar el intrincado trazado del metro y limitar la información que ofrecía a la estrictamente necesaria, el plano ganó en legibilidad y comprensión y, por ello, fue rápidamente imitado. A pesar de la complejidad de diseñar el mapa, a Beck se le pagaron sólo cinco guineas por el trabajo. Después del éxito inicial continuó diseñando los mapas del Metro hasta 1960, siendo la única excepción una edición de 1939 diseñada por Hans Scherger. Durante ese tiempo y debido a que aparecían nuevas líneas y estaciones, Beck alteraba continuamente el diseño, por ejemplo cambiando el símbolo de las estaciones de intercambio de un rombo a un círculo, así como también alterando los colores de las líneas - la Central line de naranja a rojo, y la Bakerloo line de rojo a café. El último diseño de Beck, en 1960, entrega los fundamentos de los mapas actuales del Metro.

## Evolución de los mapas de Beck
Desde su primer diseño Beck mantuvo su mapa en constante evolución. Algunos de los cambios más destacados fueron los siguientes: 

### Mapa de 1933
Beck, rediseñó por cuenta propia el antiguo mapa del metro de Londres. se basó en sus conocimientos sobre circuitos eléctricos para diseñar el nuevo mapa. Es el primero de los mapas con imagen esquemática. Una de las características del mapa que más gustó fue la representación del río Támesis, único elemento de la superficie representado y que servía de orientación a los usuarios.
Otros cambios que aplicó Beck respecto al mapa anterior:
- Continuó con el mismo código de colores del mapa anterior con la excepción de Picadilly Circus, que cambió de un azul pálido a uno intenso.
- Las gotas de las estaciones fueron sustituidas por unas líneas.
- Los símbolos de las estaciones de intercambio pasaron a ser diamantes.
- Varió el tamaño de la tipografía para ganar espacio y evitar el uso de flechas necesarias en el mapa anterior.

### Mapa de 1936
Tres años después Beck muestra un nuevo diseño de su mapa anterior en el que ha efectuado nuevos cambios.
- Ha cambiado algunas torceduras por rectos en diagonal y con curvas de 45°.
- Las estaciones de intercambio de señalan con un círculo de color en lugar de un diamante.
- Las palabras “Londres” y “transporte” se han añadido al logo del Metro.
- La línea de Bakerloo Line cambió del rojo al marrón.

### Mapa de 1940
Durante este periodo de la Segunda Guerra Mundial, las impresiones sufrieron limitación de colores. Sólo se utilizaron dos colores, el azul y el marrón, por tanto los colores dejaron de ser claves para diferenciar las líneas de metro.

### Mapa de 1941
Se le solicita a Beck que incorpore tres nuevas características.
- Utilizar los círculos de interconexión para las estaciones de intercambio.
- El uso de nombres distintos para las mismas estaciones que comparten las diferentes líneas.
- Utilizar los ángulos de 60°.

Después se consideró el mapa innecesariamente complejo. Los ángulos de 60°, introducidos en un esfuerzo para incluir mejor las extensiones de la Línea Central del Este y el Oeste del mapa, también fueron una distracción innecesaria y ambos atributos sólo duraron dos años. Incomprensiblemente, la congestión causada por el uso múltiple de los nombres de algunas de las estaciones, se mantuvo como una característica hasta 1946.

### Mapa de 1943
En este nuevo mapa es donde aparece por primera vez el diseño de estilo rectilíneo. Redujo las líneas diagonales en un mínimo absoluto.
La imagen está muy bien dividida por una cruz formada horizontalmente por el centro por la línea central y verticalmente por la línea Northern Line. Una desventaja de este diseño era que la última estación, en la rama de Richmond de la línea District, no se muestra al lado del río donde pertenecía correctamente, lo que no se rectificó hasta 1951.

### Mapa de 1946
Cambios que tuvieron lugar en esta mapa:
- Se deja de imprimir en color los nombres de las estaciones y se deja de duplicar el nombre de las estaciones de intercambio.

- Se reintroducen las líneas en proceso de electrificación y las líneas en construcción.

### Mapa de 1949
Esta fue la primera vez en que Beck utilizó la línea blanca para los conectores. Ingeniosa técnica para destacar las interconexiones entre las estaciones de pasajeros en diferentes líneas. 
Por desgracia, en esta primera introducción, estos espacios en blanco no coinciden correctamente con los de las otras líneas. Esto se debe a un error de impresión que ha causado que la totalidad de la Línea Metropolitana de un giro a la derecha y abajo un dieciseisavo de pulgada. Esto también ha tenido un extraño efecto en la coloración a lo largo de la parte norte de la Circle Line y las lagunas causadas cerca de Liverpool Street y las estaciones de Whitechapel y donde debe cruzar el río Támesis.

### Mapa de 1951
Esta edición tuvo pocas características respecto a las otras. Se introdujeron extensiones en líneas que ya estaban previstas antes de la guerra y se añadió la apertura de la línea Victoria que definitivamente abierta en 1960.
También se volvió a colocar Richmond en el lugar que le correspondía, junto al Támesis y  que tuvo ser desplazado a consecuencia de los cambios en el estilo rectilíneo introducido en 1943. Otra característica de esta edición es que Richmond es volver a incluir de nuevo a su lugar que le corresponde junto al Támesis. Esto se había demostrado que el sur del río desde el estilo rectilíneo fue introducido en 1943. Aunque parece ser que este arreglo no fue del agrado del diseñador ya que duró sólo hasta 1954. 

### Mapa de 1956
Esta edición fue extensamente revisada ya que presentaba algunas nuevas características.
- El río se ve por primera vez en forma rectilínea.
- Simplificación de la Circle Line en una forma rectangular.
- El engrosamiento de las líneas de ruta.

### Mapa de 1958 y 1959
En esta edición hay cambios muy sutiles. Por razones desconocidas se suavizan las curvas del río y se refuerzan las de las líneas.

### Mapa de 1960
Este fue el último año en que Beck diseñó un mapa para el Metro de Londres. Aunque el suyo no fue escogido. Sus desavenencias con el jefe de Publicidad H.F.Hutchinson no ayudaron en nada. Aun y así H.Charles Beck, presentó su último diseño añadiendo la nueva línea Victoria. Y aunque fue rechazado sin explicación alguna, hoy se sigue reconociendo su diseño como muy superior al escogido.

## Influencia
La idea de Beck ha sido imitada por metro, ferrocarril, autobús y empresas de transporte de todo el mundo que han utilizado sus principios. Su genio creativo se presentó en una serie BBC2 llamada Map Man en 2004.

## Otros trabajos
Beck produjo al menos dos versiones de un diagrama para el Metro de París. Una versión que data de aproximadamente 1951 se publica en el libro de Garland. Su segunda versión se publica por primera vez en el libro de Ovenden sobre el Metro de París y se exhibe en el Museo del Transporte de Londres.

## Reconocimiento
Después de mucho tiempo de no reconocer la importancia de Beck como el diseñador original del mapa del metro de Londres, La London Regional Transport finalmente creó la galería de Beck en el Museo de Transporte de Londres a principios de 1990, donde se pueden ver sus obras. Se puso una placa conmemorativa en la estación de metro central de Finchley.
Desde 2001, Transport for London ha comenzado también a dar crédito a la idea original de Beck y su influencia en los mapas de metro modernos.
En marzo de 2006 los espectadores de BBC2 "La demostración de la cultura" y los visitantes del Museo de diseño de Londres votaron el mapa de  Harry Beck como su segundo diseño favorito del siglo XX en el Great British Design Quest. El ganador fue el Concorde.
En enero de 2009, el Royal Mail publicó una serie de sellos postales dedicada a clásicos del diseño británicos una de ellas fue la versión contemporánea del diagrama del metro de Londres.